# Hédi M'henni
Hédi M'henni (arabe : الهادي مهني), né le 24 décembre 1942 à Sayada et mort le 9 juillet 2024, est un universitaire et homme politique tunisien.

## Biographie

### Carrière médicale
Hédi M'henni suit des études secondaires au lycée Alaoui de Tunis, où il obtient son baccalauréat en 1963, puis des études supérieures à la faculté de médecine et à l'Institut de presse et des sciences de l'information de Tunis.
Agrégé en médecine préventive, option pédiatrie, il entame sa carrière professionnelle en 1976 en qualité d'assistant hospitalo-universitaire puis comme maître de conférences, à partir de juillet 1980, et comme professeur de l'enseignement supérieur à partir de 1987. Il participe au lancement du projet Tunisie-OMS de médecine intégrée à Béja avant d'être affecté à l'Institut de l'enfance de Tunis où il collabore à la promotion de la pédiatrie préventive et sociale. En décembre 1986, il devient PDG de l'Office national de la famille et de la population.

### Carrière politique
Hédi M'henni entre au gouvernement le 3 mars 1990 en devenant secrétaire d'État auprès du ministre de la Santé. Quittant ce poste le 20 février 1991, il est nommé recteur de l'Université de Tunis II en avril mais revient au gouvernement, le 19 juin, comme secrétaire d'État auprès du Premier ministre chargé de la recherche scientifique et de la technologie. Le 31 juillet 1992, il est nommé ministre de la Santé. Le 25 janvier 2001, il change de portefeuille pour prendre celui des Affaires sociales (il est assisté d’une secrétaire d’État, Najeh Belkhiria Karoui) puis celui de l'Intérieur le 27 avril 2002. Le 10 novembre 2004, il prend la tête du ministère de la Défense nationale qu'il occupe jusqu'à sa nomination au poste de secrétaire général du Rassemblement constitutionnel démocratique le 17 août 2005. Il est remplacé le 5 septembre 2008 par Mohamed Ghariani auquel il succède en octobre 2008 comme ministre-conseiller à la présidence de la République chargé des affaires politiques et régionales. Il est également membre de la Chambre des conseillers.
Une plainte est déposée contre lui le 6 mai 2011 pour abus de pouvoir et détournements de biens publics.

### Vie privée
Hédi M'henni est marié et père de deux enfants.